# Pont Saint-Laurent (Saône)
Pour les articles homonymes, voir Pont Saint-Laurent.
Le pont Saint-Laurent  est un pont reliant la commune de Saint-Laurent-sur-Saône dans le département de l'Ain et la commune de Mâcon dans le département de Saône-et-Loire.
Remontant au XIe siècle, le pont Saint-Laurent est le plus ancien pont franchissant la Saône.
Ce pont de pierre en arc à voûtes multiples mesure 215 mètres de long. Il est encore en service de nos jours.

## Historique
Avant l'ère chrétienne, il est probable que la Saône se traversait à gué. C'est probablement au XIe siècle que fut réalisé ce pont de pierre (qui, de façon certaine, n'existait pas encore en 940, comme le laisse entendre la Vie de saint Maïeul rédigée par les moines Syrus et Aldebald). Il est cité dans un texte de 1077.
Dès 1221, l'évêque Aymond le fait fortifier et le place sous la protection de saint Nicolas, patron des bateliers. Jusqu'au XVIIe siècle, un droit de péage pour l'entretien de l'ouvrage, était prélevé à la fois sur le franchissement et la navigation. Des chaînes de fer tendues entre les arches empêchaient la circulation des bateaux qui n'acquittaient pas le « droit de chaînes » : celles-ci obligeaient en effet le passage des embarcations sous une seule arche, contrôle qui permettait d’encaisser de lucratifs droits de péage.
Dans la seconde moitié du XVe siècle, le pont fut allongé de six nouvelles arches pour dévier le cours de la Saône vers la Bresse et ainsi réduire les inondations frappant la ville. En 1843, quatre arches furent surélevées pour faciliter la navigation.
En 1787 furent érigées à l’extrémité ouest du pont deux tourelles dites « de l'octroi », destinées à la perception de cette taxe municipale, les portes de la ville ayant disparu dans la seconde moitié du XVIIIe siècle, à mesure de la disparition des remparts de Mâcon, autorisée par le roi Louis XV en 1756. Ces deux pavillons destinés l'un « au logement du portier, et l'autre pour le corps de garde » furent démolis lors des travaux d'encorbellement de l'entrée du pont exécutés en 1930.
En septembre 1944, l'armée allemande en retraite tenta de le détruire pour ralentir l'avancée alliée.
Le 8 juin 1958 fut ajoutée une statue de saint Nicolas sur la troisième pile du pont de Saint-Laurent. 
Le pont Saint-Laurent a fait l’objet d’un projet de rénovation s’étalant sur deux ans, en 2017 et 2018. Les trottoirs ont été refaits à neuf et le pont solidifié.

## Protection
Le pont fait l’objet d’un classement au titre des monuments historiques depuis le 6 juillet 1987.

## Images

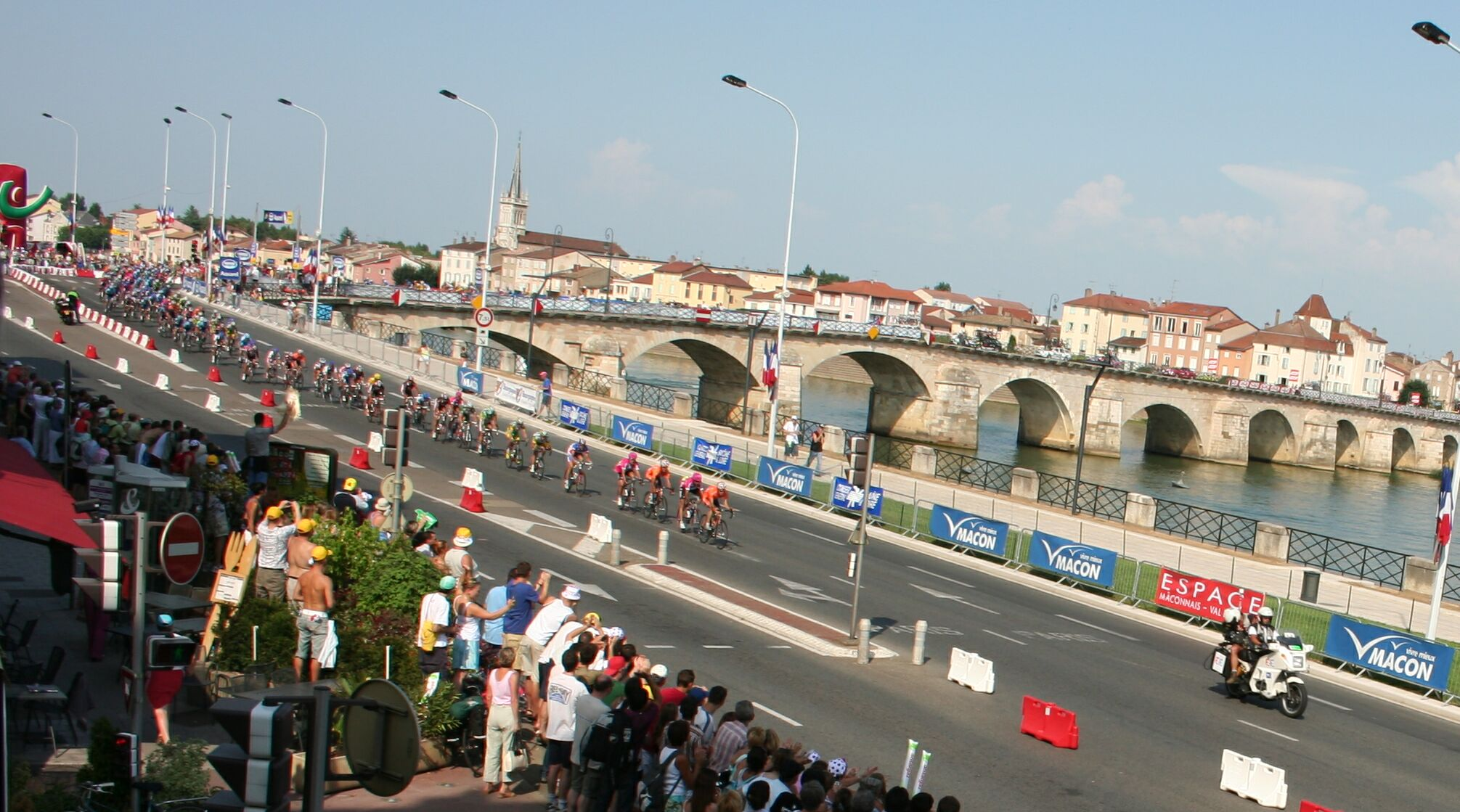
Le peloton du tour de France 2006 sur le pont.
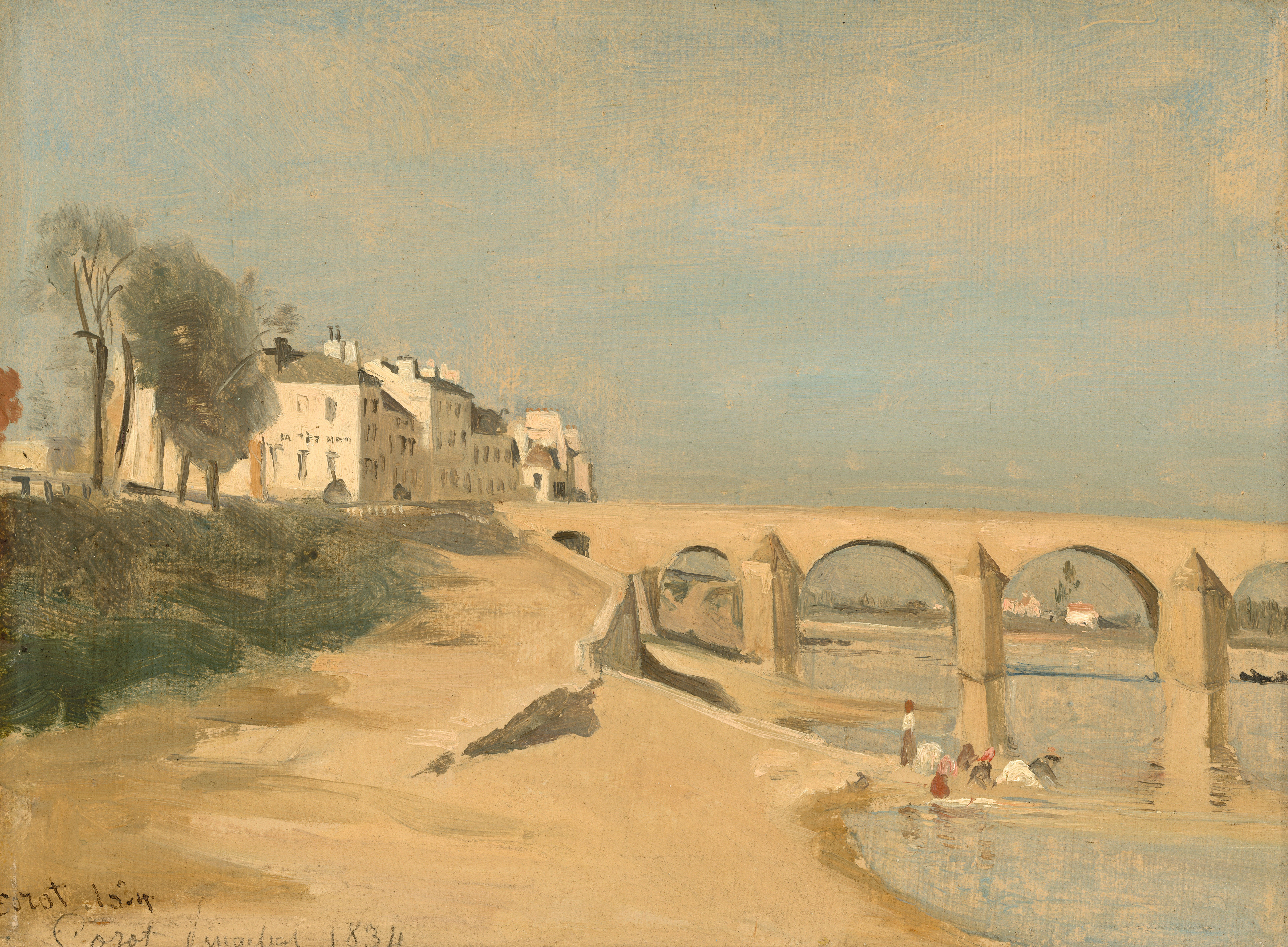
Représentation du pont en 1835 par Camille Corot.
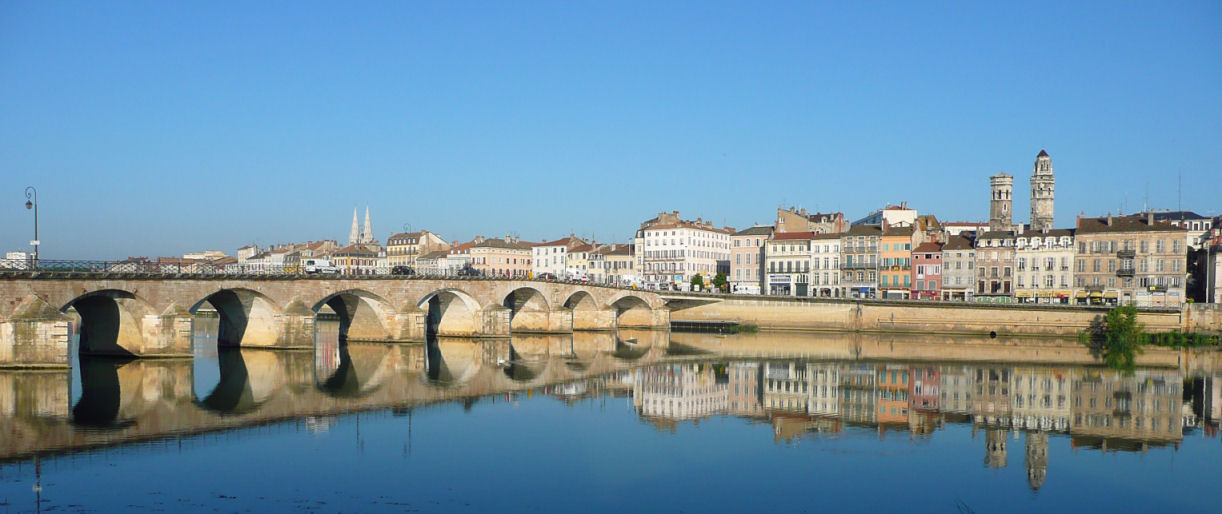
Vue du pont Saint-Laurent et de la ville de Mâcon.
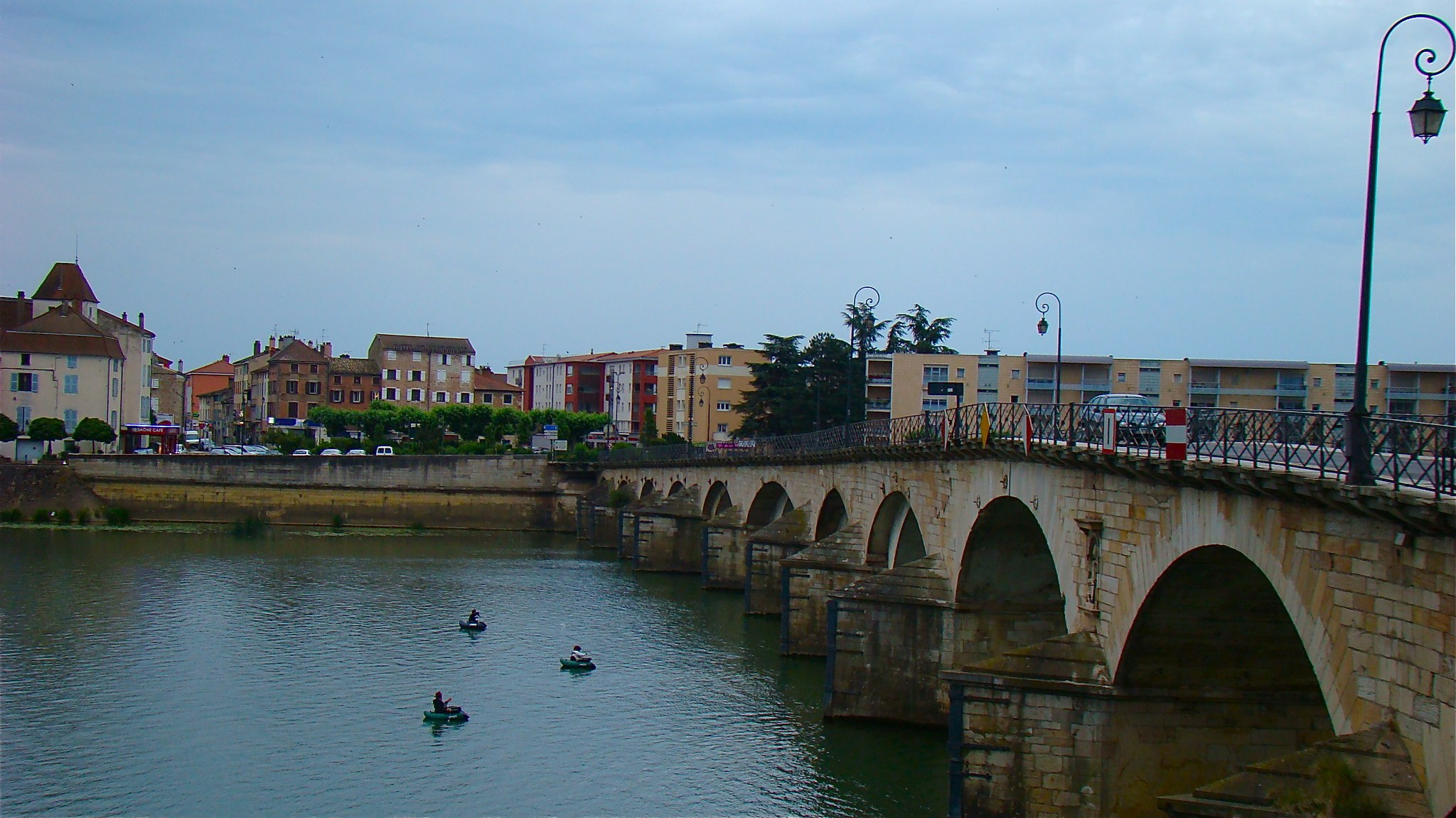
Autre vue du pont.
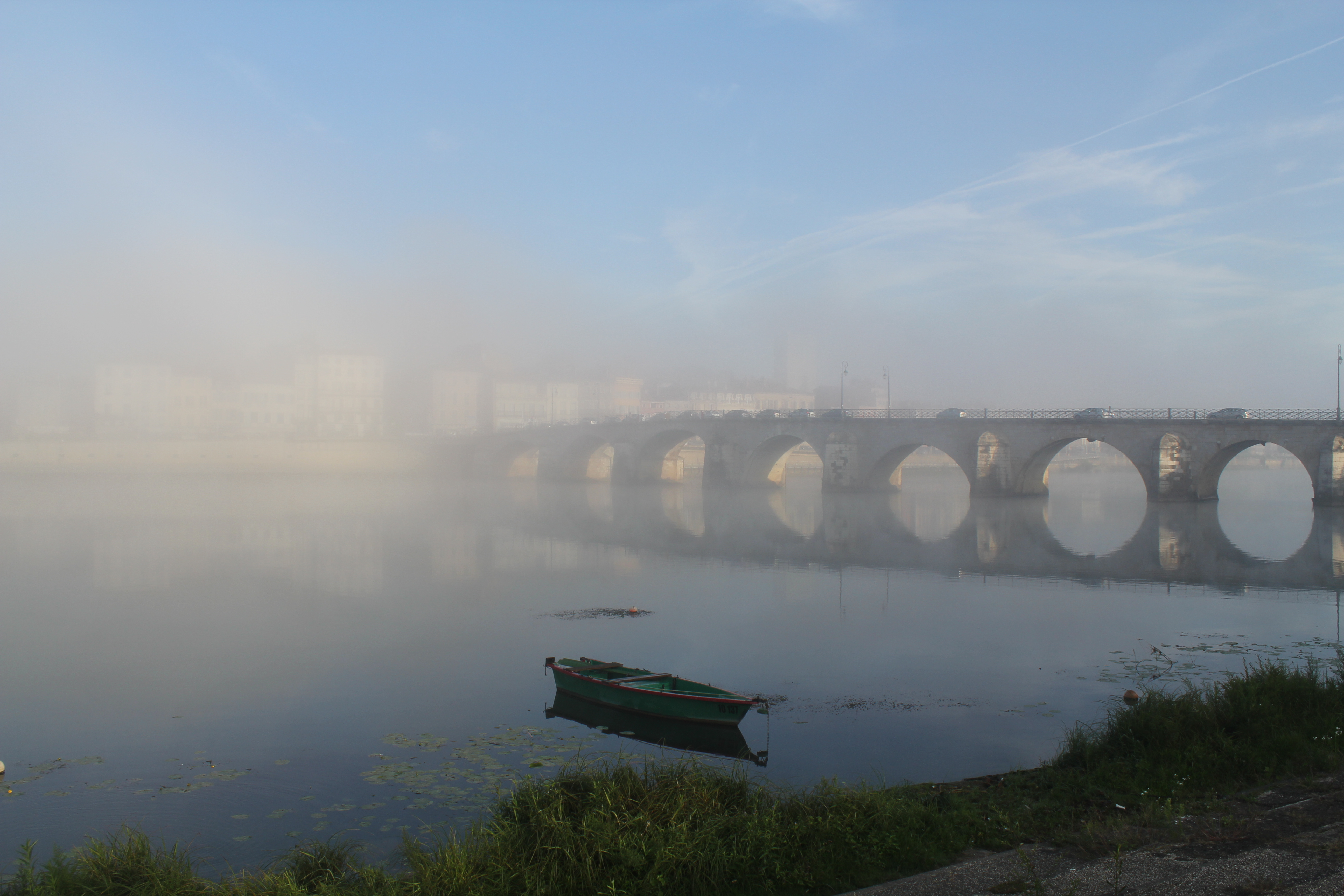
Pont Saint-Laurent dans la brume matinale, depuis Saint-Laurent-sur-Saône.
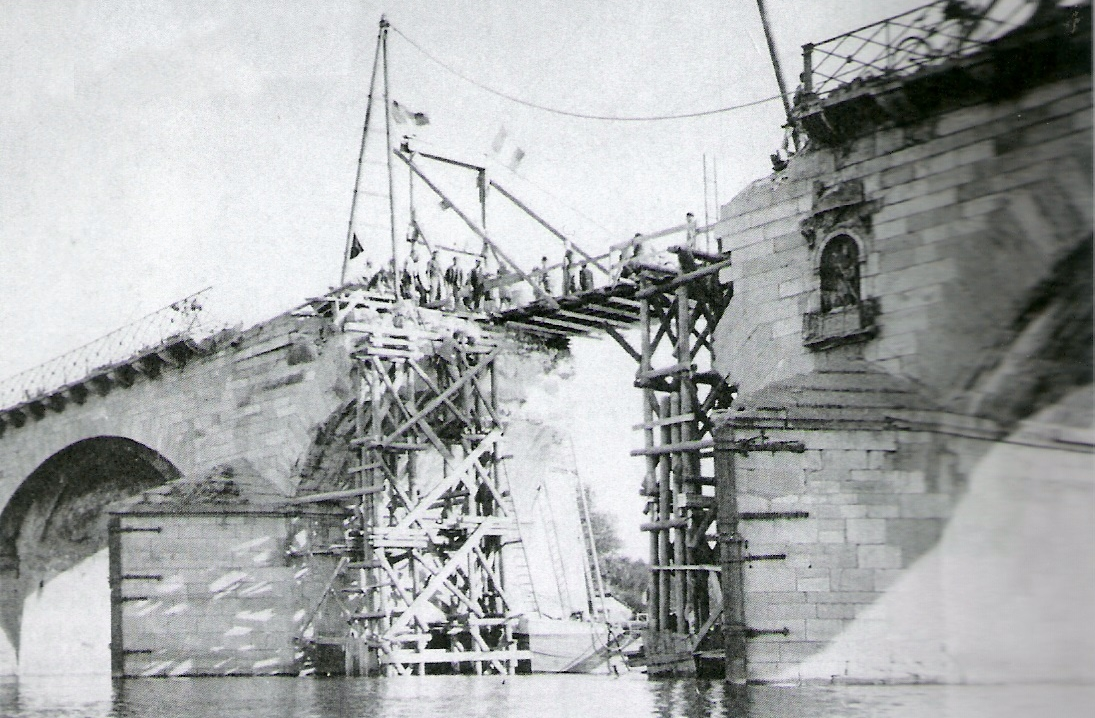
L'aviation allemande a détruit une arche du pont en 1944.